# اوگنیا سوبولوا
اوگنیا سوبولوا (انگلیسی: Evgenia Soboleva؛ زادهٔ ۲۶ اوت ۱۹۸۸) بازیکن واترپلو اهل روسیه است.